# ZAP 파일
ZAP 파일(Zero Administration Package)은 마이크로소프트 윈도우 시스템(윈도우 2000, XP 프로페셔널, 윈도우 비스타 또는 윈도우 7 프로페셔널) 사용자에게 .MSI 파일이 존재하지 않는 응용 프로그램을 게시할 수 있는 텍스트 파일이다. 액티브 디렉터리 도메인에서 사용되며 그룹 정책을 사용하여 설치된다.

## 기본 .ZAP 파일
.ZAP 파일은 시스템 관리자가 원하는 만큼 간단할 수도 있고 복잡할 수도 있다. .ZAP 파일에는 응용 프로그램 이름(친숙한 이름이라고 함)과 설치 명령줄의 두 가지 필수 필드만 있다. 기타 정보는 선택사항이다.
.ZAP 파일은 단일 대괄호([ ]) 안에 Application이라는 단어로 구성된 제목 줄로 시작된다. 그 아래에는 입력 필드가 있다. 두 개의 필수 필드는 FriendlyName = "Name" 및 SetupCommand = "\\Server\share\setupfile"이다. DisplayVersion = 및 Publisher =와 같은 선택적 항목을 추가할 수도 있다. DisplayVersion 및 Publisher에서는 변수 주위에 따옴표가 필요하지 않다.
다음은 .ZAP 파일의 매우 간단한 예이다.
```
[Application]

FriendlyName
 
=
 
"Program"

SetupCommand
 
=
 
"\\FileServer\Share\setup.exe" /q

```